# Kukpuk
La rivière Kupkuk est un cours d'eau d'Alaska, aux États-Unis situé dans le borough de North Slope.

## Description
Longue de 12,5 milles (20 km), elle prend sa source dans les montagnes De Long, et coule en direction du sud-ouest puis du nord-ouest jusqu'à la partie est du grau Marryat, à 12 milles (19 km) au nord-est de Point Hope dans la plaine arctique.
Son nom eskimo, qui signifie grande rivière a été référencé en 1890.

## Affluent
- Ipewik

## Sources
- (en) « Kukpuk », Geographic Names Information System